# Blanc7
Blanc7 (em Hangul: 블랑세븐) foi um boy group sul-coreano de sete integrantes formado pela Jackpot Ent.. Em 10 de dezembro de 2016, foi anunciado pelo CEO da Jackpot, Yang Jung Seung, como BLANC, porém, antes de seu debut (estreia), o nome do grupo foi alterado para BLANC7. O grupo estreou em 3 de março de 2017 com o single "Yeah" contido em um extended play intitulado Prism,, que é também o nome do seu fã-clube.
Apesar do pouco tempo desde a sua estreia, o grupo ganhou popularidade rapidamente, especialmente entre fãs brasileiros do gênero k-pop. A formação original incluía Jean Paul, que saiu do grupo para seguir carreira solo, anunciado oficialmente no dia 04 de dezembro de 2018.
Em 24 de janeiro, a Jackpot Entertainment anunciou a separação do Blanc7 no fã-café oficial do grupo. A agência informou que, após uma longa discussão com os membros, o grupo decidiu se separar oficialmente.
A razão para a separação é que os 7 membros têm caminhos diferentes que querem seguir, e a Jackpot Entertainment decidiu finalmente respeitar sua decisão. Por fim, a agência agradeceu aos fãs pelo grande amor e apoio.
Dia 1 de maio de 2019 foi anunciando em todas as suas redes social oficial o recomeço do grupo, dia 17 de maio de 2019 eles postaram um vídeo mostrado apenas 3 integrantes (Shinwoo, Jean Paul e K-Kid) até agora (20/05/19) a impressa não anuncio quais membros participarão

## Discografia
Desde a sua estreia, o grupo lançou dois EPs, cada um com um single.

### Extended plays
| Título                                                                                   | Detalhes do álbum | Posição máxima do gráfico | Vendas |  |   |   |
| ---------------------------------------------------------------------------------------- | --- | ------------------------- | ------ |  | - | - |
| Título                                                                                   | Detalhes do álbum | KOR                       | Vendas |  | - | - |
| Prism                                                                                    | - Lançamento: Março 3, 2017 - Empresa: Jackpot Ent. - Formato: CD, digital download Track listing 1. Reflects the light 2. Yeah 3. Fire 4. Yeah (Instrumental) 5. Fire (Instrumental) 6. Fire (Urban dance version) 7. Fire (Urban dance version) [Instrumental] | -                         | -      |  |   |   |
| World wide                                                                               | - Lançamento: Agosto 7, 2017 - Empresa: Jackpot Ent. - Formato: CD, digital download Track listing 1. Prism Love 2. Hello 3. Prism Love (Piano Ver.) 4. World wide 5. Hello (Inst.) 6. Prism Love (Inst.)                                                        | -                         | -      |  |   |   |
| "—" indica lançamentos que não figuraram nas paradas ou não foram lançados nessa região. | |                           |        |  |   |   |